# Кай Ульрік Ліндерстрем-Ланг
Кай Ульрік Ліндерстрем-Ланг (29 листопада 1896, Фредеріксборг, Данія —  25 травня 1959, Копенгаген, Данія) — данський біохімік, один з перших дослідників структури білків. Член Королівської данської академії наук.

## Біографія
Кай Ульрік народився в Фредеріксборгу в родині вчителя латини та німецької міської гімназії Карла Фредеріка Ліндерстрема-Ланга. Його мати Еллен Гедвіг Бах була донькою банкіра та походила з аристократичної родини. Чимало предків та родичів Кая Ульріка були вчителями чи викладачами.
У 1914 році Кай Ульрік поступив до Копенгагенської політехніки, де навчався хімії. Кай Ульрік був популярним серед студентів, випускав студентську газету та брав участь у театральних постановках. Він планував стати письменником, добре грав на скрипці. Після завершення університету 1919 року він тимчасово працював у Інституті тваринництва. Завідувач відділу невдовзі рекомендував Ліндерстрема-Ланга директору Карлсберзької лабораторії Сьорену Сьоренсону, який у серпні 1919 року взяв молодого випускника асистентом.
Перша наукова робота Ліндерстрема-Ланга була присвячена хімічним властивостям хінонгідридного електроду. Надалі він зацікавився впливом іонного складу розчину на функцію білкових молекул. У 1925 році він захистив докторську дисертацію з біохімічного розділення фракцій казеїну. Після захисту молодий дослідник короткий час стажувався в Мюнхенському університеті в нобелівського лауреата Ріхарда Вільштеттера, де зацікавився протеолітичними ферментами. Повернувшись до Копенгагена, він взявся експериментувати з пептидазами. У 1930 році до Ліндерстрема-Ланга в Карлсберзькій лабораторії долучився молодий австрійський дослідник Гайнц Гольтер, який мав ідею досліджувати активність ферментів у тканинах та клітинах.
У 1930-х роках Ліндерстрем-Ланг здобув стипендію Рокфеллера для відвідин лабораторії Томаса Моргана в Каліфорнії. Під час візиту до США він відвідав також багато інших лабораторій.
1938 року його призначили професором та головою хімічного відділу Карлсберзької лабораторії. 
Під час Другої світової війни Ліндерстрем-Ланг брав участь у русі опору, доправляючи людей у небезпеці до Швеції. Його заарештовувало гестапо, і він перебував у в'язниці впродовж двох тижнів, після чого його звільнили.